# Слободо-Підлісівська сільська рада
| Слободо-Підлісівська сільська рада — колишній орган місцевого самоврядування у Ямпільському районі Вінницької області з адміністративним центром у с. Слобода-Підлісівська. Сільській раді підпорядковані населені пункти: - с. Слобода-Підлісівська - с. Підлісівка - с. Придністрянське |

## Склад ради
Рада складається з 16 депутатів та голови.

## Керівний склад сільської ради
| ПІБ                           | Основні відомості                                                         | Дата обрання | Дата звільнення |
| ----------------------------- | ------------------------------------------------------------------------- | ------------ | --------------- |
| Льодовський Віталій Пилипович | Сільський голова, 1961 року народження, освіта, безпартійний              | 26.03.2006   | 31.10.2010      |
| Льодовський Віталій Пилипович | Сільський голова, 1961 року народження, освіта вища, член Партії регіонів | 31.10.2010   |                 |

Примітка: таблиця складена за даними джерела

## Населення
Згідно з переписом УРСР 1989 року чисельність наявного населення сільської ради становила 2112 осіб, з яких 869 чоловіків та 1243 жінки.
За переписом населення України 2001 року в сільській раді мешкало 1920 осіб.

### Мова
Розподіл населення за рідною мовою за даними перепису 2001 року:
| Мова       | Відсоток |
| ---------- | -------- |
| українська | 98,34 %  |
| російська  | 1,19 %   |
| молдовська | 0,31 %   |
| білоруська | 0,05 %   |
| гагаузька  | 0,05 %   |